# Olga Gajkowa
Olga Gajkowa (Gajekowa) (ur. 16 listopada 1907, zm. 16 marca 1987 we Wrocławiu) – polska nauczycielka, etnografka, wykładowczyni, redaktorka serii „Atlas Polskich Strojów Ludowych”.

## Życiorys
Skończyła seminarium nauczycielskie we Lwowie. Pracowała jako nauczycielka w Gdyni, Toruniu i Lwowie, kierowała szkołami we Lwowie. We Lwowie była naczelniczką okręgu Straży Przedniej. Kierowniczka działu przemysłu artystycznego w czasopiśmie „Szkoła i Technika”.
Była wolną słuchaczką na Uniwersytecie Jana Kazimierza, potem studentką. Pod koniec II wojny światowej wraz z rodziną przeniosła się do Lublina. Od 1946 pracowała na Uniwersytecie Marii Curie-Skłodowskiej jako młodsza, a potem starsza asystentka w Katedrze Prehistorii. Od 1949 była starszą asystentką w Katedrze Etnografii i Etnologii UMCS. Doktoryzowała się na Uniwersytecie Jagiellońskim.
Od 1951 mieszkała w Poznaniu, gdzie pracowała na zlecenie PAN. Od 1953 mieszkała we Wrocławiu. Rok później zaczęła pracę w Instytucie Historii Kultury Materialnej PAN. W Katedrze Etnografii Ogólnej i Słowian Uniwersytetu Wrocławskiego pracowała do emerytury (1968). Prowadziła wykłady i ćwiczenia z historii etnografii, etnografii Słowian i społeczeństw plemiennych oraz literatury ludowej. Zasłużyła się jako organizatorka studiów zaocznych etnografii (1959–1964) na UWr. Współpracowała z Zakładem Polskiego Atlasu Etnograficznego IHKM PAN. Stworzyła mapy nr 349–350 w tym atlasie.
Od czasów lwowskich członkini Polskiego Towarzystwa Ludoznawczego. W lubelskim oddziale PTL po II wojnie światowej zajmowała się administracją i publikacjami. Indeksowała tomy czasopism branżowych: „Lud”, „Prace i Materiały Etnograficzne” i „Prace Etnologiczne”. W latach 1952–1953 pracowała na etacie w Zarządzie Głównym PTL. Przez trzy kadencje należała do Zarządu Głównego PTL. W 1964 została redaktorką wydawanej przez PTL serii „Atlas Polskich Strojów Ludowych”. Na emeryturze uczestniczyła w pracach PTL we Wrocławiu.
Od 1928 była członkinią Związku Nauczycielstwa Polskiego. Udzielała się w organizacji szczególnie po przejściu na emeryturę. W latach 1976–1979 pracowała społecznie jako sekretarka Ogniska ZNP przy Uniwersytecie Wrocławskim.
Jej mężem od 1931 był Józef Gajek. W 1936 urodziła jedynego syna Jerzego.
Została pochowana na cmentarzu św. Wawrzyńca we Wrocławiu.

## Upamiętnienie
Była jedną z bohaterek wystawy Etnografki, antropolożki, profesorki w Państwowym Muzeum Etnograficznym w Warszawie (2022–2023).